# Žare
Žare je jedno od prvih naselja na otoku Mljetu, a nalazi se između današnjih naselja Korita i Saplunare. 

## Povijest
Svoju povijest doseže još u antici kada je romansko stanovništvo iz Polača romaniziralo Ilire na istočnoj strani otoka i koji su tamo imali radionice za izradu keramičkog posuđa. Rimljani su u Žari organizirali i nadzirali kopanje pijeska, kojim to područje obiluje i kojeg su kasnije galijama prebacivali do zaljeva Polače kako bi ga koristili za igradnju palače, bazilika i ostalih gospodarskih građevina. 
Odlaskom romanskog stanovništva s otoka, Žare, kao naselje, nestaju, ali će na istom mjestu niknuti naselje već u 13. stoljeću, dakle samo stotinjak godina poslije napuštanja. Žare će nastaniti Slaveni iz Vrhmljeća, koji će tamo utvrditi dobro organizirano naselje, ali će ubrzo iz Žare stanovnici početi odlaziti u susjedno naselje Korita, jer je područje Žare bilo lako vidljivo s mora te je to predstavljalo realnu opasnost od gusarskih napada. U početku su Korita i Žare zajedno koegzistirali, ali sve većim premještanjem stanovnika u Korita neminovno je dovelo do gašenja stare matice u Žarama. 
Danas na tom lokalitetu postoje brojni ostaci nekadašnjih naselja, koji nedvosmisleno pokazuju na gospodarske domete ondašnjih stanovnika, koji su se na prvom mjestu bavili ribolovom i uzgajanjem maslina i vinove loze. Poslije gašenja matice, na tom mjestu nikad više nije niknulo novo naselje, a danas su tamo vinogradi i maslinici lokalnog stanovništva.